# 杰克·沃金斯
杰克·沃金斯（英語：Jake Vokins；2000年3月17日—）是一名英格蘭足球運動員，司職邊衛，現時效力英格蘭足球全國聯賽球會伊斯特利。

## 球會生涯

### 南安普顿
2018年9月19日，沃金斯與南安普顿簽下職業合約，在2019年10月29日英格蘭聯賽盃對曼聯的比賽首次職業上場，以3-1落敗。
2020年1月20日英格蘭足總盃對哈德斯菲尔德，沃金斯首次先發上場並打進一球，助球隊以2-0取勝晉級。7月16日，他首次在英超聯賽上場參加以1-1打平布莱顿的比賽。2020年8月4日，沃金斯與球會續約四年。
2020/21球季，他首場比賽是足總盃以2-0擊敗施鲁斯伯里镇。一星期後首次在英超先發上場參加對阿森纳的比賽，球隊最終以3-1戰敗。

### 桑德兰
2021年1月29日，他被外借到英格蘭足球甲級聯賽球會桑德兰至季末。由於盃賽限制，使沃金斯無法參加20/21年英格蘭足球聯賽錦標賽決賽，而球隊最終贏得該賽事。

#### 罗斯郡
2021年7月2日，他被外借到罗斯郡至季末。他在新球會首場比賽是7月21日蘇格蘭聯賽盃以1-0小勝布罗拉流浪，並在比賽中交出助攻。

#### 沃金
2022年9月1日，沃金斯被外借到沃金至球季結束。在2023年1月12日，他被母會召回。

### 伊斯特利
2024年3月29日，沃金斯被外借到英格蘭足球全國聯賽球會伊斯特利至球季結束，並在當天首次代表新球會上場參加以1-0輕勝沃金的賽事。2024年6月24日，南安普敦宣佈不會提供新合約給沃金斯.。8月2日，沃金斯正式永久轉會至伊斯特利。

## 國家隊生涯
沃金斯是2017年歐洲U-17足球錦標賽英格蘭U17代表隊的成員，並在決賽對西班牙U17的比賽下半場上場。

## 榮譽
英格蘭U17
- 歐洲U-17足球錦標賽亞軍：2017[22]